# Gaochang

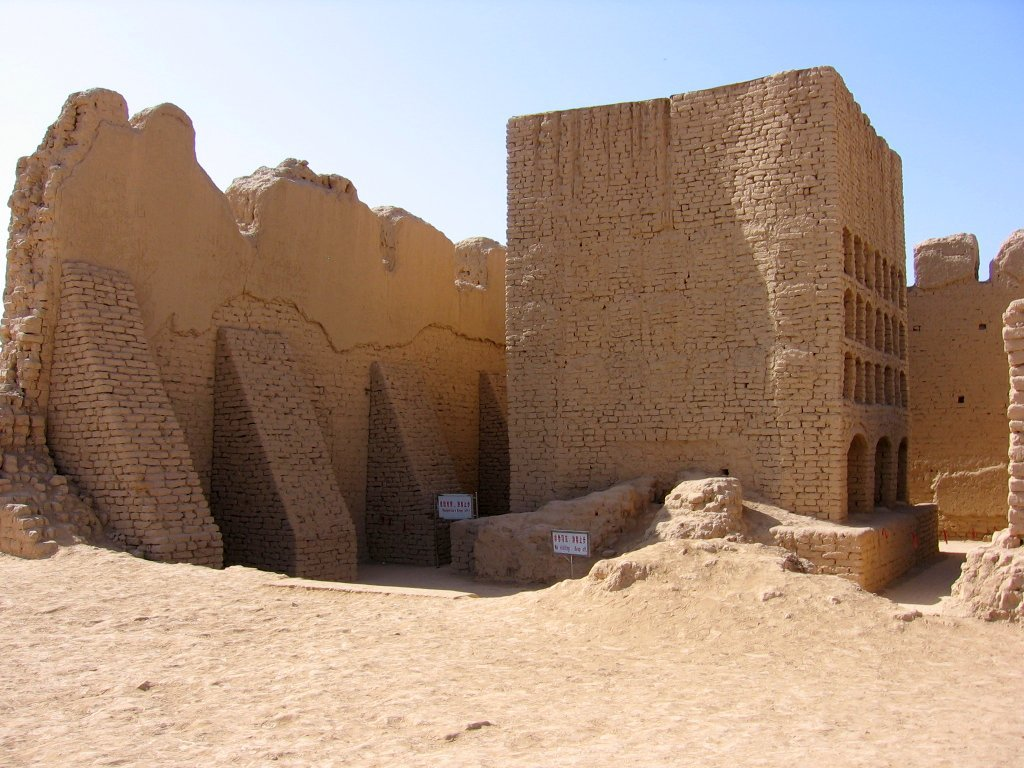
Pozostałości klasztoru buddyjskiego w Gaochang

Gaochang (chiń. 高昌; pinyin: Gāochāng; staroujg. قۇچۇ, Koczo; ujg. قاراھوجا, Karahodża) – stanowisko archeologiczne w zachodnich Chinach, w regionie autonomicznym Sinciang, ok. 30 km na wschód od Turpanu. Zachowały się tu pozostałości średniowiecznego miasta, którego okres świetności rozpoczął się w VII wieku za panowania dynastii Tang. W późniejszym okresie miasto było stolicą kaganatu ujgurskiego.
Miasto funkcjonowało jako ważny ośrodek handlowym na Jedwabnym Szlaku jeszcze do XIV stulecia, kiedy strawił je pożar.
Do dziś zachowały się mury – niegdyś grube na 12 metrów – i pozostałości klasztoru buddyjskiego.